# 静岡県道145号沼津三島線

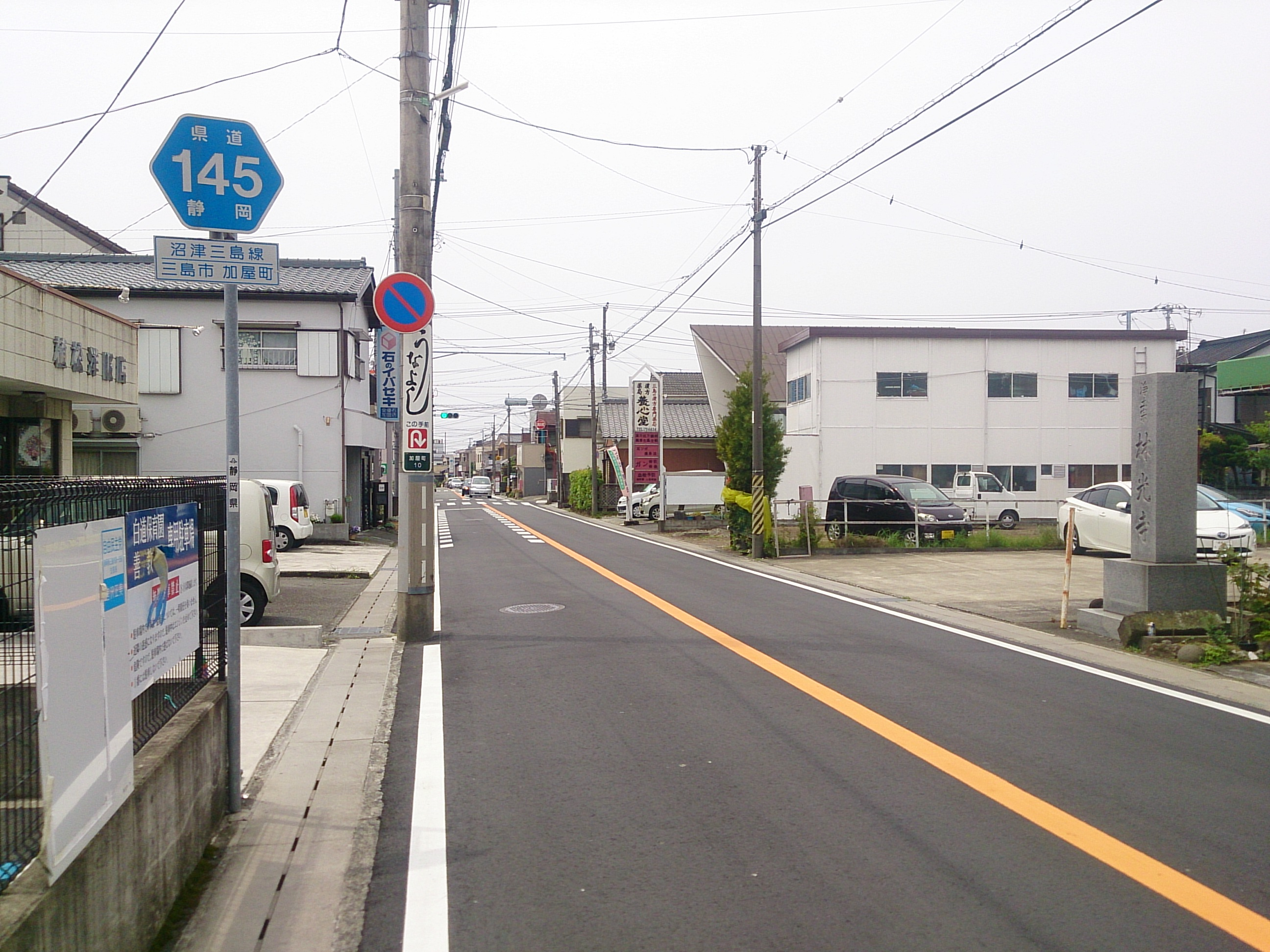
三島市加屋町

静岡県道145号沼津三島線（しずおかけんどう145ごう ぬまづみしません）は、静岡県沼津市と三島市間を通る県道である。
地元では、旧道、あるいは旧東海道と言われる。

## 路線状況
長沢交差点 - 東下石田交差点間の黄瀬川橋架け替え工事が2014年（平成26年）3月8日に完了。全長が67mから105mに伸び、歩道も7mから10.75mに広がった。

### 別名
- 旧東海道（一里塚が玉井寺付近にある）
- 旧道（JR沼津駅および三島駅から「旧道経由」の路線バスがある）

## 地理

### 通過する自治体
- 静岡県
  - 沼津市
  - 駿東郡 清水町
  - 三島市

### 交差する道路
- 静岡県道380号富士清水線（沼津市、起点）
- 国道1号 三島バイパス、沼津バイパス
- 静岡県道144号下土狩徳倉沼津港線
- 静岡県道22号三島富士線（三島市、終点）

### 沿線
- 千貫樋（せんがんどい） : 三島市と清水町の境界付近にある水路。水の豊富な伊豆国（三島市）から、駿河国（清水町）に水を送るために作られた灌漑用水樋とされる。この農業用水のおかげで、清水町（特に北部地域）の農業が潤ったとされる。
- 玉井寺（ぎょくせいじ）、宝池寺（ほうちじ） : 旧東海道における一里塚が存在する。現在において、玉井寺側の一里塚と三島市塚原付近にある一里塚との距離はほぼ正確であるが、沼津日枝神社境内の一里塚との距離は短いと言われている。宝池寺側の一里塚は、原形を補修してある。
- 八幡神社 : 黄瀬川に近い。 源頼朝と源義経が対面を果たした場所として知られる（対面石が境内にある）。黄瀬川参照。